# Saltoluokta kyrkkåta
Saltoluokta kyrkkåta är en kyrkobyggnad som tillhör Jokkmokks församling i Luleå stift. Kyrkan ligger mitt i byn Saltoluokta i Jokkmokks kommun. Några hundra meter från kyrkan ligger Svenska Turistföreningens fjällstation.

## Kyrkobyggnaden
Kyrkan uppfördes 1959 under ledning av byggmästare Jovva Spik. Kyrkan, med formen av en kåta, har en stomme av trä och är täckt med torv.
Kyrkorummet har ett jordgolv som är täckt med björkris. Gudstjänstdeltagarna sitter på renfällar.
Utanför kyrkan finns en fristående klockstapel.

## Inventarier
- På altaret finns ett hornkors som är tillverkat av Nils Erik Kuoljok.
- Ljusstakar är tillverkade av Erik Tuolja och Nils Erik Kuoljok.
- En skålformig ljuskrona är tillverkad av Lars Pirak.
- Kyrkklockan är skänkt av Svenska Turistföreningen.

### Webbkällor
- anläggningspresentation
- Jokkmokks församling